# Neopentylglycin
Neopentylglycin (abgekürzt Neo) ist eine nicht-proteinogene α-Aminosäure und kann mittels einer abgewandelten Strecker-Reaktion nach Patel & Worsley et al. hergestellt werden.

## Isomere
| Isomere von Neopentylglycin |                       |                   |
| Name                        | L-Neopentylglycin     | D-Neopentylglycin |
| Strukturformel              |                       |                   |
| CAS-Nummer                  | 57224-50-7            | 88319-43-1        |
| CAS-Nummer                  | 106247-35-2 (unspez.) |                   |
| EG-Nummer                   | 611-484-3             | –                 |
| EG-Nummer                   | – (unspez.)           |                   |
| ECHA-Infocard               | 100.130.138           | –                 |
| ECHA-Infocard               | – (unspez.)           |                   |
| PubChem                     | 24886574              | 6950508           |
| PubChem                     | 351627 (unspez.)      |                   |
| Wikidata                    | Q2782565              | Q72510650         |
| Wikidata                    | Q72492442 (unspez.)   |                   |

## Synthese
Über eine enzymatische Reduktion der analogen 2-Oxosäure (2-Oxo-4,4-dimethylpentansäure) mit Leucin-Dehydrogenase (EC 1.4.1.9) kann das L-Isomer unter guten Ausbeuten (ca. 75 %) mit einem ee von 99,9 % isoliert werden. Die Forschergruppe berichtet von einem 30 kg Ansatz.

## Eigenschaften
Das L-Isomer ist stark lipophil und durch die raumausfüllende Struktur kann diese Aminosäure z. B. für Konformationsstudien von Proteinen verwendet werden.
Laut dem Sicherheitsdatenblatt von Sigma-Aldrich ist die Verbindung auf deren toxikologischen und (bio-)chemischen Eigenschaften hin noch nicht vollständig analysiert.